# Jevgenyija Jevgenyjevna Poljakova
Jevgenyija Jevgenyjevna Poljakova (oroszul: Евгения Евгеньевна Полякова; Moszkva, 1983. május 29. –) fedett pályás Európa-bajnok orosz atléta, futó.

## Pályafutása
Kim Gevaert mögött második lett a 2007-es fedett pályás atlétikai Európa-bajnokságon hatvan méteren.
2008-ban vett részt első alkalommal az olimpiai játékokon. Pekingben egyéniben száz méteren  indult, valamint tagja volt a négyszer százas orosz váltónak. Előbbin az elődöntőig, míg a váltóval a döntőig jutott, ahol Alekszandra Fedoriva, Julija Guscsina és Julija Csermosanszkaja társaként aranyérmesként zárt Belgium és Nigéria váltóját megelőzve. Csermosanszkaja doppingvétsége miatt azonban a váltó eredményét utólag törölték.
2009-ben ismét részt vett a fedett pályás Európa-bajnokságon, ezúttal aranyérmet szerzett 60 méteren.

## Egyéni legjobbjai
- 50 méteres síkfutás - 6,31 s (2010)
- 60 méteres síkfutás - 7,09 s (2008)
- 100 méteres síkfutás - 11,09 s (2007)
- 200 méteres síkfutás (szabadtér) - 23,05 s (2008)
- 200 méteres síkfutás (fedett) - 23,33 s (2010)